# Broniszew Nowy (gromada)
Broniszew Nowy – dawna gromada, czyli najmniejsza jednostka podziału terytorialnego Polskiej Rzeczypospolitej Ludowej w latach 1954–1972.
Gromady, z gromadzkimi radami narodowymi (GRN) jako organami władzy najniższego stopnia na wsi, funkcjonowały od reformy reorganizującej administrację wiejską przeprowadzonej jesienią 1954 do momentu ich zniesienia z dniem 1 stycznia 1973, tym samym wypierając organizację gminną w latach 1954–1972.
Gromadę Broniszew Nowy z siedzibą GRN w Broniszewie Nowym (w obecnym brzmieniu Nowy Broniszew) utworzono – jako jedną z 8759 gromad na obszarze Polski – w powiecie częstochowskim w woj. stalinogrodzkim, na mocy uchwały nr 17/54 WRN w Stalinogrodzie z dnia 5 października 1954. W skład jednostki weszły obszary dotychczasowych gromad Broniszew Nowy, Broniszew Stary i Jamno ze zniesionej gminy Cykarzew Stary w tymże powiecie, a także oddziały leśne nr nr 39–46 i 65–68 z Nadleśnictwa Łobodno. Dla gromady ustalono 9 członków gromadzkiej rady narodowej.
20 grudnia 1956 województwo stalinogrodzkie przemianowano (z powrotem) na katowickie.
1 stycznia 1958 gromadę zniesiono, a jej obszar włączono do gromady Cykarzew Stary w tymże powiecie.